# Liste von Persönlichkeiten der Stadt Wolgast
Die Liste von Persönlichkeiten der Stadt Wolgast führt bekannte Personen auf, die in Wolgast geboren sind bzw. gelebt und gewirkt haben.

## Söhne und Töchter der Stadt

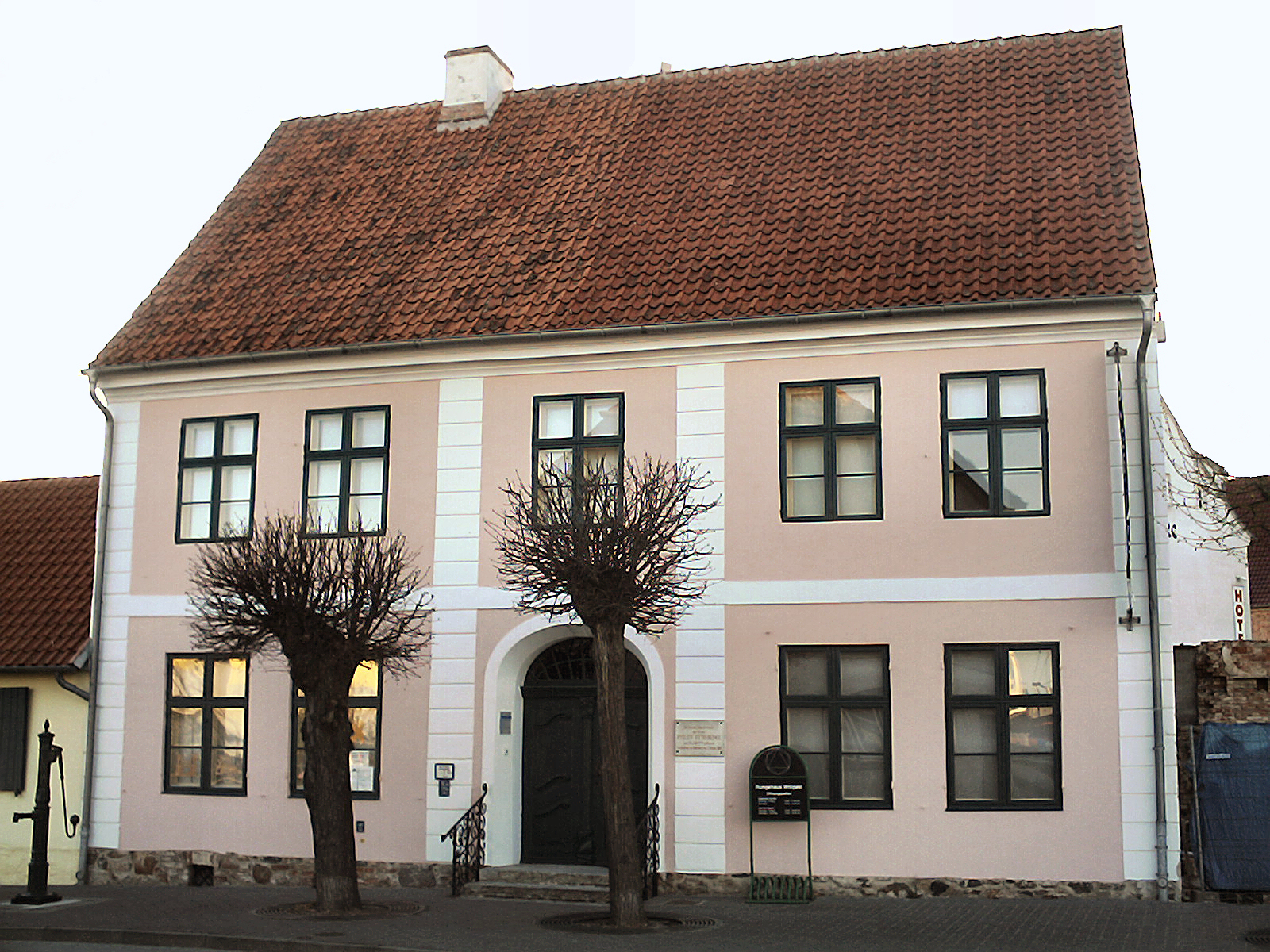
Das als Museum genutzte Geburtshaus von Philipp Otto Runge

| Geburtsjahr | Name                               | Sterbejahr | Beruf oder Stellung                                                           |
| ----------- | ---------------------------------- | ---------- | ----------------------------------------------------------------------------- |
| 1542        | Johann Friedrich                   | 1600       | Herzog von Pommern, evangelischer Bischof von Cammin                          |
| 1545        | Ernst Ludwig                       | 1592       | Herzog von Pommern                                                            |
| 1549        | Barnim X.                          | 1603       | Herzog von Pommern                                                            |
| 1557        | Kasimir VI.                        | 1605       | nicht-regierender Herzog von Pommern, evangelischer Bischof von Cammin        |
| 1584        | Philipp Julius                     | 1625       | Herzog von Pommern                                                            |
| 1603        | Johann Heun                        | 1672       | Mediziner                                                                     |
| 1620        | Johann Weichmann                   | 1652       | Komponist, Musikdirektor in Königsberg in Preußen                             |
| 1622        | Gualter von Greiggenschildt        | 1697       | Jurist                                                                        |
| 1624        | Johannes Gerdes                    | 1673       | Theologe und Professor für orientalische Sprachen                             |
| 1625        | Philipp Joachim Örnestedt          | 1682       | Regierungsrat in Schwedisch-Pommern                                           |
| 1625        | Matthäus Tabbert                   | 1675       | lutherischer Theologe und Generalsuperintendent                               |
| 1657        | Franz Michael von Boltenstern      | 1716       | Jurist                                                                        |
| 1657        | Michael Grass der Jüngere          | 1731       | Rechtswissenschaftler                                                         |
| 1668        | Johann Christian von Hartmannsdorf | 1731       | deutscher Jurist in schwedischen Diensten                                     |
| 1668        | Nikolaus Köppen                    | 1739       | Orientalist                                                                   |
| 1672        | Johann Philipp Palthen             | 1710       | Historiker und Sprachforscher                                                 |
| 1737        | Daniel Nikolaus Runge              | 1825       | Reeder und Kaufmann                                                           |
| 1763        | Julie de Roquette                  | 1823       | Dichterin                                                                     |
| 1764        | Friedrich Gottlieb Canzler         | 1811       | Nationalökonom, Historiker und Geograph                                       |
| 1766        | Georg Christian Sonnenschmidt      | 1838       | Jurist, Oberappellationsrat                                                   |
| 1767        | Daniel Runge                       | 1856       | Kaufmann, Reeder und Lyriker                                                  |
| 1769        | Johann Christian Billroth          | 1846       | Jurist, Bürgermeister von Greifswald                                          |
| 1777        | Philipp Otto Runge                 | 1810       | Maler der Romantik                                                            |
| 1788        | Friedrich Heinrich Creplin         | 1863       | Zoologe und Mediziner                                                         |
| 1793        | August Wilhelm Homeyer             | 1856       | Kaufmann und Reeder                                                           |
| 1795        | Carl Gustav Homeyer                | 1874       | Jurist, Rechtshistoriker und Germanist                                        |
| 1806        | Karl Bernhard Moll                 | 1878       | evangelischer Theologe                                                        |
| 1807        | Adolf Friedrich Stenzler           | 1887       | Sprachwissenschaftler und Indologe                                            |
| 1816        | Theodor Marsson                    | 1892       | Apotheker und Botaniker                                                       |
| 1819        | Hermann Rassow                     | 1907       | Altphilologe, Oberschulrat in Sachsen-Weimar-Eisenach                         |
| 1824        | Friedrich von Homeyer              | 1898       | pommerscher Gutsbesitzer, Landwirt und Tierzüchter                            |
| 1826        | Friedrich Rassow                   | 1904       | Reichsgerichtsrat                                                             |
| 1829        | Otto Livonius                      | 1917       | Vizeadmiral                                                                   |
| 1833        | Rudolph Haack                      | 1909       | Schiffbauingenieur                                                            |
| 1835        | Heinrich Steinmetz                 | 1915       | Jurist und Universitätskurator                                                |
| 1836        | Heinrich Quistorp                  | 1902       | Kaufmann und Bankier                                                          |
| 1847        | Albert Störmer                     | 1922       | Vorsitzender des Vereins der Matrosen von Hamburg und Umgebung                |
| 1854        | Alex Schöngrün                     | 1942       | Maler                                                                         |
| 1860        | Albert von der Kammer              | 1951       | Prediger und Autor der Brüdergemeinde                                         |
| 1864        | Willy Stöwer                       | 1931       | Marinemaler der Kaiserzeit                                                    |
| 1883        | Reginald Pasch                     | 1965       | Schauspieler                                                                  |
| 1907        | Oskar Voss                         | 1944       | kommunistischer Widerstandskämpfer gegen den Nationalsozialismus und NS-Opfer |
| 1908        | Ulrich Graf                        | 1954       | Mathematiker und Statistiker                                                  |
| 1911        | Rudolf Rafoth                      | 1964       | Politiker (KPD), MdBB und Gewerkschaftsfunktionär                             |
| 1914        | Walter Jahnke                      | 1988       | Politiker (SPD)                                                               |
| 1926        | Ulrich Ricken                      | 2011       | Romanist und Sprachwissenschaftler                                            |
| 1937        | Helma Heymann                      |            | Schriftstellerin                                                              |
| 1943        | Hans-Ulrich Grapenthin             |            | Fußballspieler                                                                |
| 1949        | Gisela Schwarz                     |            | Politikerin (SPD)                                                             |
| 1950        | Hartmut Piniek                     |            | Maler                                                                         |
| 1951        | Reinhard Meyer                     |            | Maler                                                                         |
| 1959        | Olaf Baale                         |            | Journalist                                                                    |
| 1960        | Frank Viehweg                      |            | Liedermacher und Dichter                                                      |
| 1960        | Heiko Kärger                       |            | Politiker (CDU) und Landrat                                                   |
| 1963        | Henner Kotte                       | 2024       | Schriftsteller                                                                |
| 1964        | Jörg Bach                          |            | Bildhauer                                                                     |
| 1964        | Jörg Brümmer                       |            | Judoka und Sumō-Sportler                                                      |
| 1965        | Manuela Saß                        |            | Kommunalpolitikerin                                                           |
| 1965        | Jörg Phil Friedrich                |            | Philosoph und Publizist                                                       |
| 1966        | Karsten Neumann                    |            | Politiker (Die Linke)                                                         |
| 1966        | Kai-Uwe Schnapp                    |            | Politikwissenschaftler                                                        |
| 1967        | Axel Kruse                         |            | Fußballspieler                                                                |
| 1968        | Franka Dietzsch                    |            | Leichtathletin                                                                |
| 1971        | Ute van der Mâer                   |            | Komponistin, Musikpädagogin, Künstlerin                                       |
| 1972        | Sanne Schnapp                      |            | Schauspielerin                                                                |
| 1973        | Jirka Arndt                        | 2024       | Leichtathlet im Langstreckenlauf                                              |
| 1973        | Dominik Bartels                    |            | Autor und Verleger                                                            |
| 1977        | Enrico Neitzel                     |            | Fußballspieler                                                                |
| 1978        | Sebastian Lohse                    |            | Musiker, Sänger, Komponist und Schauspieler                                   |
| 1979        | Ulrike Berger                      |            | Politikerin (Bündnis 90/Die Grünen)                                           |
| 1983        | Daniel Seiffert                    |            | Politiker (Die Linke)                                                         |
| 1986        | Jennifer Weist                     |            | Sängerin der Band Jennifer Rostock                                            |
| 1987        | Aparde                             |            | Produzent elektronischer Musik, Liveact und DJ                                |
| 1990        | Johannes Sellin                    |            | Handballspieler und -trainer                                                  |
| 1991        | Henry Glöckner                     |            | Volleyball- und Beachvolleyballspieler                                        |
| 1991        | Robert Schulze                     |            | Handballspieler und -trainer                                                  |

## Persönlichkeiten, die im Ort gewirkt haben
| Geburtsjahr | Name                          | Sterbejahr | Beruf oder Stellung                                                                            |
| ----------- | ----------------------------- | ---------- | ---------------------------------------------------------------------------------------------- |
| 1687        | Johann Bötticher              | 1748       | Rektor der Stadtschule                                                                         |
| 1938        | Klaus Gollert                 |            | Arzt und Politiker (FDP)                                                                       |
| 1835        | Gustav Hache                  | 1886       | Bürgermeister von Wolgast, Angermünde und Essen                                                |
| 1846        | Berthold Heberlein            | 1914       | Theologe und Stadtchronist                                                                     |
| 1770        | Karl Christian Heller         | 1837       | Theologe, Bibliothekar und Stadtchronist                                                       |
| 1753        | Johann Friedrich Homeyer      | 1818       | Kaufmann und Reeder                                                                            |
| ≈1505       | Thomas Kantzow                | 1542       | (nieder-)deutscher Chronist und Historiker                                                     |
| 1899        | Walter Kolberg                | 1954       | Vizebürgermeister Wolgast, Landtagsabgeordneter (CDU) und Opfer der sowjetischen Militärjustiz |
| 1758        | Ludwig Gotthard Kosegarten    | 1818       | Pastor, Professor und Dichter                                                                  |
| 1941        | Gerd Kostmann                 |            | Fußballspieler bei Motor Wolgast                                                               |
| 1735        | Johann August Kriebel         | 1818       | Propst an der St.-Petri-Kirche, Schriftsteller                                                 |
| 1948        | Jürgen Kümmel                 |            | Bildhauer                                                                                      |
| 1781        | Heinrich Julius Pistorius     | 1861       | Bürgermeister und Provinziallandtagsabgeordneter                                               |
| 1852        | Pauline Scherping             | 1932       | Heimatdichterin                                                                                |
| 1955        | Hans-Christof Schober         |            | Internist, Chefarzt in Wolgast, Neubrandenburg und Rostock; lebt in Wolgast                    |
| 1757        | Ernst Konstantin von Schubert | 1835       | Licentinspektor                                                                                |
| 1798        | Christian Enoch Wiesener      | 1861       | evangelisch-lutherischer Geistlicher und Dichter, Superintendent in Wolgast                    |